# Джексон, Шерли
Ше́рли Дже́ксон, или Ширли Джексон (англ. Shirley Jackson; 14 декабря 1916 года, Сан-Франциско, США — 8 августа 1965 года, Норт-Беннингтон, США) — писательница, классик американской литературы XX века. Более всего известна рассказом «Лотерея» (англ. The Lottery, 1948) и романом «Призрак дома на холме» (англ. The Haunting of Hill House, 1959). Под её влиянием находились Ричард Матесон и Стивен Кинг.
Несмотря на несколько написанных романов, получивших хвалебные отзывы критиков и читательский интерес, её наиболее известным произведением является рассказ «Лотерея», в котором описана неприглядная изнанка сельского городка в Америке. Линемайя Фридман, автор критической биографии Шерли Джексон, отмечает, что «Лотерея», опубликованная в номере The New Yorker за 26 июня 1948 года, получила такие отклики, которые «не получал ни один рассказ журнала The New Yorker». Посыпались сотни писем, которые, по словам самой Джексон, можно квалифицировать, как «потрясение, спекуляции и старомодные нападки».
В выпуске San Francisco Chronicle от 22 июля 1948 года Джексон опубликовала ответ на непрекращающиеся вопросы читателей о её замыслах:

Объяснить то, что я рассчитывала сказать этим рассказом, очень сложно. Думаю, я надеялась, воссоздав древние жестокие ритуалы в настоящем, да ещё в моём родном городке, вызвать шок у читателей рассказа наглядным изображением бессмысленной жестокости и всеобщей бесчеловечности в их собственных жизнях.
Оригинальный текст (англ.)Explaining just what I had hoped the story to say is very difficult. I suppose, I hoped, by setting a particularly brutal ancient rite in the present and in my own village to shock the story's readers with a graphic dramatization of the pointless violence and general inhumanity in their own lives.

Супруг Джексон, литературный критик Стэнли Эдгар Хейман, писал в предисловии к посмертному сборнику её рассказов, что она «систематически отказывалась давать интервью, комментировать или популяризировать свои работы каким-либо образом, публично выступать или быть обозревателем воскресных приложений газет. Она верила, что её книги с годами расскажут о ней достаточно ясно». Хейман утверждал, что мрачные аспекты книг Джексон не были, как утверждают некоторые критики, следствием «личных, более того невротических фантазий», а задумывались Джексон для отображения всех человеческих страхов эпохи холодной войны, как «деликатная и достоверная анатомия нашего времени, точно соответствующая символам нашего тревожного мира концентрационных лагерей и бомб».

## Биография
Урождённая Шерли Харди Джексон (англ. Shirley Hardie Jackson) родилась в Сан-Франциско в семье Лесли и Джеральдин Джексон. Шерли и её семья жили в местечке Бурлингейм (англ. Burlingame), шт. Калифорния, пригороде, где проживал средний класс. Этот городок позднее появится в новелле Шерли «Дорога сквозь стену» (англ. The Road Through the Wall). Семья Джексон переезжает в Рочестер, шт. Нью-Йорк, где Шерли учится в Брайтонской средней школе (англ. Brighton High School) и оканчивает её в 1934 году. Что касается высшего образования, то сначала Шерли поступает в Университет Рочестера (англ. University of Rocheste) (из которого её «попросили уйти»), а затем поступает на факультет журналистики в Сиракузском Университете, который и заканчивает в 1940 году.
Будучи студенткой в Сиракузах, Шерли занималась литературным журналом университетского городка, где и познакомилась со своим будущим мужем, Стенли Эдгаром Хейманом, ставшим впоследствии известным литературным критиком. Для книги Стэнли Джей Куница и Говарда Харкрафта «Писатели двадцатого века» (англ.  Twentieth Century Authors) (1954), она написала:

Я очень не люблю писать о себе и своей работе, и когда требуются автобиографические данные, я даю только скудную хронологическую выжимку, которая, естественно, не содержит детальных фактов. Я родилась в Сан-Франциско в 1916 году и практически всю жизнь провела в Калифорнии. Я вышла замуж в 1940 году за Стенли Эдгара Хеймана, критика и нумизмата, и мы живём в Вермонте, в тихом сельском местечке с красивыми окрестностями и в удобном удалении от городской жизни. Наш основной потенциал это наши книги и наши дети, и то и другое производится в огромном количестве. Дети, это Лоренс, Джоанна, Сара и Барри; мои книги это в том числе три повести: «Дорога сквозь стену», «Вешальщик», «Птичье гнездо», а сборник рассказов «Лотерея: Жизнь среди дикарей» своего рода воспоминания о моих детях.

Несмотря на то, что, желая быть моложе своего мужа, Джексон уверяла, будто родилась в 1919 году, её биограф Джуди Оппенгеймер (англ. Judy Oppenheimer) выяснила, что на самом деле год рождения писательницы — 1916.
Со временем Хейманы обосновались в г. Норт Беннингтон в шт. Вермонт (англ. North Bennington, Vermont), где Стенли Хейман стал профессором Беннингтонского Колледжа (англ. Bennington College), а Шерли продолжала публиковать книги и заботиться о детях: Лоренсе (Laurence (Laurie)), Джоанне (Joanne (Jannie)), Саре (Sarah (Sally)) и Барри (Barry). С течением времени дети Хейманов придут к собственной литературной славе, став прототипами героев рассказов своей матери. Хейманы были колоритными и гостеприимными хозяевами, которые окружали себя литературными талантами, включая Ральфа Эллисона (англ. Ralph Ellison). Оба были фанатичными читателями, и их личная библиотека насчитывала более 100 000 книг.
В 1965 году Шерли Джексон умерла от остановки сердца в возрасте 48 лет. В течение всей жизни Шерли страдала различными неврозами и психосоматическими заболеваниями. Эти заболевания в комбинации с различными прописанными лекарствами поспособствовали ухудшению её здоровья и ранней смерти. Однако, на момент смерти Джексон страдала от избыточного веса и была заядлой курильщицей. После её смерти её муж опубликовал посмертный сборник произведений «Пойдем со мной» (англ. Come Along With Me), содержащий несколько глав последней незаконченной повести, а также несколько редко публикуемых рассказов (в том числе «Луиза, пожалуйста, вернись домой» (англ. Louisa, Please Come Home), и три доклада, сделанных Джексон на писательских семинарах.

## Творчество
В рекламной аннотации к дебютной повести Джексон «Дорога сквозь стену» (1948) Хейман написал, будто она практикует чёрную магию, полагая, что такой образ автора поможет стимулировать продажи книги и прав на её экранизацию. Позднее она писала об обвинениях в колдовстве в своей книге для юных читателей «Колдовство в деревушке Салем» (англ. The Witchcraft of Salem Village) (1956) Среди иных её произведений: «Вешальщик» (англ. Hangsaman) (1951), «Птичье гнездо» (англ. The Bird's Nest) (1954), «Солнечные часы» (англ. The Sundial) (1958), а роман «Призрак дома на холме» (англ. The Haunting of Hill House) (1959) признан многими, в том числе Стивеном Кингом, важнейшим произведением литературы ужасов XX века. У этой современной переработки классической истории о привидениях яркий и мощный вступительный абзац:

Ни один живой организм не может долго существовать в условиях абсолютной реальности и не сойти с ума; говорят, сны снятся даже кузнечикам и жаворонкам. Дом на холме, недремлющий, безумный, стоял на отшибе среди холмов, заключая в себе тьму; он стоял здесь восемьдесят лет и вполне мог простоять ещё столько же. Его кирпичи плотно прилегали один к другому, доски не скрипели, двери не хлопали; на лестницах и в галереях лежала незыблемая тишь, и то, что обитало внутри, обитало там в одиночестве.

Помимо рассказов для взрослых читателей, Джексон также написала детскую повесть «Девять волшебных желаний» (англ. Nine Magic Wishes), опубликованную с иллюстрациями её внука, Майлза Хеймана, а также пьесу для детей «Плохие детки» (англ. The Bad Children), основанную на сказке Гензель и Гретель. В серии рассказов, позднее объединённых в сборник «Жизнь среди дикарей» (англ. Life Among the Savages), и рассказе «Взращивая демонов» (англ. Raising Demons), она описала своё замужество и опыт воспитания четверых детей. Эти рассказы стали первыми в чреде «реалистичных рассказов веселой домохозяйки», жанре, позднее популяризированном такими писательницами, как Джин Керр (англ. Jean Kerr) и Ирма Бомбек (англ. Erma Bombeck) в 50-х и 60-х годах.